# Liste d'anthroponymes rétronymiques
Cette liste rassemble des personnalités homonymes distinguées par rétronymie par les termes « Sr. » (senior) et « Jr. » (junior), « père » et « fils », « papa » et « bébé (ou baby) », par des qualificatifs tels que « l'Aîné », « l'Ancien », « le Grand », « le Vieux » (en anglais the Elder ou Old, en italien il Vecchio, en allemand der Ältere, en espagnol el Viejo) et « le Jeune » ou « le Cadet » (en anglais the Young, the Younger ou Young, en italien il Giovane, en allemand der Jüngere, en espagnol el Mozo), en latin Major (ou Maior) et Minor, en italien Primo et Segondo, ou encore par les chiffres romains « I » et « II » sans qu'il s'agisse d'une dynastie de souverains.

## «Sr.» et «Jr.»
- Alan Hale Sr. (1892-1950) et Alan Hale Jr. (1921-1990)
- Alexander Macomb Sr. (1748-1831) et Alexander Macomb Jr. (1782-1841)
- Alan Kelly Sr (1936-2009) et Alan Kelly Jr. (1968-)
- Barack Obama Sr. (1936-1982) et Barack Obama Jr. (1961-), dit aussi Barack Hussein Obama II
- Benjamin Oliver Davis Sr. (1877-1970) et Benjamin Oliver Davis, Jr. (1912-2002)
- Dave Hilton, Sr. (1940-2023) et Dave Hilton, Jr. (1963-)
- Donald Wills Douglas, Sr. (1892-1981) et Donald Wills Douglas Jr. (en) (1917-2004)
- Edgar Bronfman Sr. (1929-2013) et Edgar Bronfman, Jr. (1955-)
- Edward Moore Kennedy dit Ted Kennedy Sr. (1932-2009) et Edward Moore Kennedy Jr. dit Ted Kennedy Jr.(1961-)
- Gary Hall Sr. (1951-) et Gary Hall Jr. (1974-)
- James Kirkwood Sr. (1875-1963) et James Kirkwood Jr. (1924-1989)
- John Romita Sr. (1930-2023) et John Romita Jr. (1956-)
- Calvin Smith Sr. (1961-) et Calvin Smith Jr. (1987-)
- Joseph Smith Sr. (1771-1840) et Joseph Smith Jr. (1805-1844) (cf. aussi ci-dessous « I » et « II »)
- Linus Yale Sr. (1797-1858) et Linus Yale Jr. (1821–1868)
- Mike Dunleavy Sr. (1954-) et Mike Dunleavy Jr. (1980-)
- Oscar Beregi Sr. (1876-1965) et Oscar Beregi Jr. (1918-1976)
- Rey Misterio, Sr. (1958-) et son neveu Rey Mysterio Jr. (1974-)
- Robert Downey Sr. (1937-2021) et Robert Downey Jr. (1965-)
- Sammy Davis, Sr. (1900-1988) et son fils Sammy Davis, Jr. (1925-1990)
- Ted DiBiase, Sr. (1954-) et son fils Ted DiBiase Jr. (1982-)
- Tom Morris, Sr. dit Old Tom Morris (1821–1908) et Tom Morris, Jr. dit Young Tom Morris (1851-1875)
- William Backhouse Astor Sr. (1792-1875) et William Backhouse Astor Jr. (1830–1892)
- William Stanley Sr. (?) et William Stanley Jr. (1858-1916)

## «père» et «fils» (et «petit-fils»)
- Alexandre Dumas père (1802-1870) et Alexandre Dumas fils (1824-1895)
- Prosper Jolyot de Crébillon dit Crébillon père (1674-1762) et Claude Prosper Jolyot de Crébillon dit Crébillon fils (1707-1777)
- Daniel Johnson père (1915-1968) et Daniel Johnson fils (1944-)
- Dugazon père, nom de scène de Pierre-Antoine Gourgaud (1706-1774), et son fils, dit Dugazon (fils), Jean-Henri Gourgaud(1746-1809)
- Guillaume Coustou père (1677-1746) et Guillaume Coustou fils (1716-1777)
- Honoré Mercier père (1840-1894), Honoré Mercier fils et Honoré Mercier petit-fils
- Jacob Jordan père (1741-1796) et Jacob Jordan fils (1770-1829)
- Lee Fogolin père (1926-2000) et Lee Fogolin fils (1955-)
- Louis Boullogne, dit Louis Boullogne I ou Louis le père, (1609-1674) et Louis de Boullogne dit Louis de Boullogne II ou Boullogne fils, (1657-1733) (cf. aussi ci-dessous « I » et « II »)
- Melchior Wathelet père (1949-) et Melchior Wathelet fils (1977-)
- Paul Abadie père (1783-1868) et Paul Abadie fils (1812-1884)
- Paul Féval père (1816-1887) et Paul Féval fils (1860-1933)
- Paul Janet père (1823-1899) et Paul Janet fils (1863-1937)
- Paul Rodriguez père (1955- ) et Paul Rodriguez fils (1984- )
- Jean Quinault (1656-1728), dit Quinault père, et ses enfants (cf. ci-dessous « l'Aîné(e) » et « le (la) Cadet(te) »)
- Rosidor (père) (XVIIe siècle) et Rosidor fils (v. 1660 - après 1718)
- George Bush père (George Bush, George Herbert Walker Bush, George H. W. Bush ; 1924-2018) et George Bush fils (George Bush, George W. Bush, George Walker Bush ; né en 1946).

## «papa» et «bébé»
- François Duvalier (1907-1971), dit Papa Doc, et son fils Jean-Claude Duvalier (né en 1951), dit Baby Doc ou Bébé Doc

## «l'Aîné(e)» et «le (la) Jeune»
- Lambert Sigisbert Adam dit Adam l'Aîné (1700-1759) et son frère Nicolas Sébastien Adam dit Adam le Jeune ou Adam (le) Cadet (1705-1778)
- Antonia l'Aînée (Antonia Major, v. 39 av. J.-C. – v. 25 ap.) et sa sœur Antonia la Jeune (Antonia Minor, 36 av. J.-C. – 37)
- Agrippine l'Aînée (Agrippina Major, v. 14-33) et sa fille Agrippine la Jeune (Agrippina Minor, 15/16-59)
- Couture l'Aîné (av. 1732 – av. 1799) et son frère Couture le Jeune (1732-1799)
- Étienne-François Geoffroy (l'Aîné) (1672-1731), son frère Claude-Joseph Geoffroy, dit Geoffroy le Cadet (1685-1752), et le fils de ce dernier, Claude Geoffroy le Jeune (1729-1753)
- George Dance l’Aîné et son fils George Dance le Jeune (1741-1825)
- Henry Vane l'Aîné (1589–1655) et son fils Henry Vane le Jeune (1613-1662)
- J.-H. Rosny aîné, pseudonyme de Joseph Henri Honoré Boex (1856-1940) et J.-H. Rosny jeune, pseudonyme de son frère Séraphin Justin François Boex (1859-1948)
- Jan Brueghel l'Aîné dit l'Ancien (1568-1625) et son fils Jan Brueghel le Jeune (1601-1678)
- Jean Aubert, dit Aubert aîné, (1680-1741) et ?
- Octavie l'Aînée (Octavia Thurina Major, Ier siècle av. J.-C.) et sa demi-sœur Octavie la Jeune (Octavia Thurina Minor, 69-11 av. J.-C.)

## «l'Aîné(e)» et «le (la) Cadet(te)»
- Étienne-François Geoffroy (l'Aîné) (1672-1731), son frère Claude-Joseph Geoffroy, dit Geoffroy le Cadet (1685-1752)
- Jean-Baptiste-Maurice Quinault (1689-1745), dit Quinault l'aîné, et ses sœurs Marie-Anne-Christine Quinault (1695-1791), dite Quinault l'aînée, et Jeanne-Françoise Quinault (1699-1783), dite Quinault cadette

## «l'Ancien(ne)» ou «le Grand» et «le (la) Jeune» (et «le plus Jeune»)
- Albrecht Dürer l'Ancien (1427-1502) et son fils Albrecht Dürer le Jeune (1471-1528)
- Alde l'Ancien (1449-1515) et son petit-fils Alde le Jeune (1547-1597)
- Apollinaire l'Ancien (IVe siècle) et son fils Apollinaire le Jeune dit de Laodicée (IVe siècle)
- Arnobe dit l'Ancien (IIIe siècle) et Arnobe le Jeune (Ve siècle) (aucune parenté établie)
- Basile l'Ancien († v.349 ou 370), son fils Basile le Grand(329-379), et Basile le Jeune (†952) (aucune parenté)
- Carcinos l'Ancien (Ve siècle av. J.-C.) et son petit-fils Carcinos le Jeune (v. -380/-360)
- Caton l'Ancien (234-149 av. J.C.) et son arrière-petit-fils Caton le Jeune (95-46 av. J.C.)
- Céphisodote l'Ancien (v. 400-370 av. J.C.) et son petit-fils Céphisodote le Jeune (IVe siècle av. J.-C.)
- Cornelis Evertsen l'Ancien (1610-1660), son neveu Cornelis Evertsen le Jeune (1628-1679), et son fils Cornelis Evertsen dit le plus Jeune (1642-1706)
- Cornelius Galle l'Ancien (1576-1650) et son fils Cornelius Galle le Jeune (1615-1678)
- Denys l'Ancien (431-367 av. J.-C.) et son fils Denys le Jeune (397-v.343 av. J.C.)
- Faustine l'Ancienne (v.100- v.140) et sa fille Faustine la Jeune (v.125/130-175)
- François Estienne l'Ancien (fl.1537-1547) et son neveu François Estienne le Jeune (fl.1562 à 1582)
- Frans Pourbus l'Ancien (1545-1581) et son fils Frans Pourbus (ou Porbus) le Jeune (v.1569/1570-1622)
- George Colman l'Ancien (1732-1794) et son fils George Colman le Jeune (1762-1836)
- Guillaume d'Aigrefeuille l'Ancien (1326-1369) et son neveu Guillaume d'Aigrefeuille le Jeune (1339-1401)
- Giuseppe Giovenone l'Ancien (v.1495-v.1553) et son neveu Giuseppe Giovenone le Jeune (1524-v.1589)
- Giuseppe Mazzuoli (l'Ancien) (1644-1725) et son fils Giuseppe Mazzuoli le Jeune (?-?)
- Guillaume d'Aigrefeuille l'Ancien (1326-1369) et son neveu Guillaume d'Aigrefeuille le Jeune (1339-1401)
- Grégoire de Nazianze l'Ancien (276-374) et son fils Grégoire de Nazianze le jeune (329-390)
- Hans Holbein l'Ancien (v. 1460-1524) et son fils Hans Holbein le Jeune (1497-1543)
- Jacob Praetorius l'Ancien (?-1586) et Jacob Praetorius le Jeune (1586-1651) (degré de parenté non précisé)
- Jan Brueghel l'Ancien dit aussi l'Aîné (1568-1625) et son fils Jan Brueghel le Jeune (1601-1678)
- Jean Cousin l'Ancien dit aussi le Père ou le Vieux (v. 1490 - v. 1560) et son fils Jean Cousin le Jeune dit aussi le Fils (v. 1522 - v. 1594)
- Jérôme Duquesnoy l'Ancien (1570-1641) et son fils Jérôme Duquesnoy le Jeune (1602-1654)
- Joachim Camerarius l'Ancien (1500-1574) et son fils Joachim Camerarius le Jeune (1534-1598)
- John Tradescant l'Ancien (v. 1570-1638) et son fils John Tradescant le Jeune (1608-1662)
- Lucas Cranach l'Ancien (1472-1553) et son fils Lucas Cranach le Jeune (1515-1586)
- Macrine l'Ancienne et sa petite-fille Macrine la Jeune, saintes chrétiennes.
- Martino Longhi l'Ancien (1534-1591) et son petit-fils Martino Longhi le Jeune (1602–1660)
- Mélanie l'Ancienne (350-v.410) et sa petite-fille Mélanie la Jeune (383-439)
- Michel Corneille l'Ancien (v.1602-1664) dit aussi Michel Corneille I et son fils Michel Corneille le Jeune (1642-1708) dit aussi Michel Corneille II
- Miltiade l'Ancien (VIe siècle av. J.-C.) et son neveu Miltiade le Jeune (540-489 av. J.C.)
- Mircea Ier de Valachie (XIVe – XVe siècles) et son petit-fils Mircea II le Jeune (?-1447)
- Nicodemus Tessin l'Ancien (1615-1684) et son fils Nicodemus Tessin le Jeune (1654-1728)
- Nicolas Bourbon, dit « l'Ancien » (1503-1550) et son petit-neveu Nicolas Bourbon « le Jeune » (1574-1644)
- Olof Celsius l'Ancien (1670-1756) et son fils Olof Celsius le Jeune (1716-1794)
- Olympiodore l'Ancien (Ve siècle) et Olympiodore le Jeune (VIe siècle) (aucun lien de parenté établi)
- Philippe Strozzi l'Ancien (1428-1491) et son fils Philippe Strozzi le Jeune (1489-1538)
- Pieter Brueghel l'Ancien (v. 1525-1569) et son fils Pieter Bruegel le Jeune (1564/65-1636)
- Pieter de Vos l'Ancien (1490-1566) et son fils Maarten de Vos (1532-1603), dit le Jeune
- Pline l'Ancien (23-79) et son neveu Pline le Jeune (v. 61-v. 114)
- Pompée le Grand (106-48 av. J.C.) et son fils Pompée le Jeune (75-45 av. J.C.)
- Quentin Metsys (1466-1530) et son petit-fils Quentin Metsys le Jeune (1543-1589)
- Sénèque l'Ancien (v.-54-v.39 av. J.-C.) et son fils Sénèque (v. 4-65)
- Simone Pappa l'Ancien (Maestro Simone Pappa il vecchio) (v.1430–v.1480) et son fils Simone Pappa le Jeune
- Tarquin l'Ancien (v.600-575 av. J.-C.) et son fils Tarquin le Jeune dit le Superbe (v.550-495 av. J.-C.))
- Theodor Zwinger l'Ancien dit aussi Theodor Zwinger I (1533-1588) et son petit-fils Theodor Zwinger le Jeune dit aussi Theodor Zwinger II (1597–1654) (cf. aussi ci-dessous « I », « II » et « III »)
- Théodose l'Ancien (IVe siècle) et son petit-fils Théodose II, dit Théodose le Jeune (401-450)
- Thibaud l'Ancien, comte de Blois (890-943) et son fils Thibaud le Jeune dit « le Tricheur » (910-975)
- William Pitt l'Ancien (1708-1778) et son fils William Pitt le Jeune (1759-1806)

## «le Vieux» et «le Jeune»
- Alexander Gibson (?-1644) et son fils Alexander Gibson le Jeune (?-1656)
- Antonio da Sangallo le Vieux (ou l'Ancien) (1455-1534) et son neveu Antonio Cordiani dit Antonio da Sangallo le Jeune (1484-1546)
- Bartholomaeus Bruyn le Vieux (1493-1555) et son fils Bartholomaeus Bruyn le Jeune (v. 1530-?)
- David Teniers le Vieux ou l'Ancien (1582-1649) et son fils David Teniers le Jeune (1610-1690)
- Francisco de Herrera le Vieux ou el Viejo (1576/90-1664) et son fils Francisco Herrera el Mozo (1622-1685)
- Herbert III de Vermandois, dit le Vieux (v.927-980/984) et son fils Herbert IV de Vermandois, dit le Jeune (v.950-995)
- Jacques Aubert dit Aubert le Vieux (1689-1753) et ?
- Jean Riolan (1539-1605) et son fils Jean Riolan (1577-1657) dit le Jeune
- Martin Ier le Vieux (1356-1410) et son fils Martin Ier le Jeune (1374-1409)
- Mieszko III le Vieux (v. 1126-1202) et son fils Mieszko le Jeune (v. 1160/65-1193)
- Palma le Vieux (en italien Palma il Vecchio) (v. 1480-1528) et son petit-neveu Palma le Jeune (en italien Palma il Giovane) (1544-1628)
- Pépin le Vieux (v. 580-639) et son petit-fils Pépin le Jeune (v. 645-714)
- Thomas Platter le Vieux (1499-1582) et son fils Thomas Platter le Jeune (1574-1628)
- Xavier Neujean (1840-1914) et son fils Xavier Neujean, dit le Jeune (1865-1940)

## «Primo» et «Segondo»
- Masuccio Primo (1230-1306) et son gendre Masuccio Segondo (1291-1387)

## Nombres (romains)
- Jean-Dominique Cassini (1625-1712), dit Cassini I, son fils Jacques Cassini (1677-1756), dit Cassini II, son petit-fils César-François Cassini (1714-1784), dit Cassini III, son arrière-petit-fils Jean-Dominique Cassini (1748-1845), dit Cassini IV, et le fils de ce dernier Alexandre Henri Gabriel de Cassini (1781-1832), dit Cassini V
- Eugène I Schneider (1805-1875) et Eugène II Schneider (1868-1962) (degré de parenté non précisé)
- Félix Platter (I) (1536-1614) et son neveu Félix Platter II (1605-1671)
- Guillaume Durand (I) (12..-1330) et son neveu Guillaume II Durand (dit aussi III, IV ou VI) (1230-1296)
- Jacob Savery, dit aussi Jacob (ou Jacques) le Vieux ou l'Ancien (1565- 1603), son fils Jacob Savery II (v.1593-v.1627), Jacob Savery III (1617-1666) et Jacob Savery IV (?-1736)
- ? et James C. Miller III (en) (1942-)
- Jean-Baptiste I Lemoyne (1679-1731) et son neveu Jean-Baptiste II Lemoyne (1704-1778)
- Johann Christoph Bach I (1642-1703), Johann Christoph Bach II (1645-1693), Johann Christoph Bach III (1671-1721), Johann Christoph Bach IV (1673-1727), Johann Christoph Bach V (*1676), Johann Christoph Bach VI (1685-1740), Johann Christoph Bach VII (1689-1740) et Johann Christoph Bach VIII (1702-1756)(degré de parenté non précisé)
- Johann Strauss I (connu également comme Johann Strauss père) (1804-1849) et son fils Johann Strauss II (ou Johann Strauss fils ou Johann Strauss le Jeune) (1825-1899)
- John Jacob Astor I (1763-1848), son arrière-petit-fils John Jacob Astor IV (1864-1912) et le fils de ce dernier, John Jacob Astor VI (1912-1992)
- John Murray I (1745-1793), son fils John Murray II (1778–1843), et son petit-fils John Murray III (1808-1892) (et leurs successeurs Sir John Murray IV (1851-1928), Sir John Murray V (1884-1967), John Murray VI et John Murray VII)
- Joseph Smith Sr. (ou Joseph Smith I) (1771–1840), son fils Joseph Smith Jr. (ou Joseph Smith II) (1805-1844) (cf. aussi ci-dessus « Sr. » et « Jr. ») et son petit-fils Joseph Smith III (1832-1914)
- Louis Boullogne, dit Louis Boullogne I ou Louis le père, (1609-1674) et Louis de Boullogne dit Louis de Boullogne II ou Boullogne fils, (1657-1733) (cf. aussi ci-dessus « père » et « fils »)
- Theodor Zwinger I dit aussi Theodor Zwinger l'Ancien (1533-1588), son petit-fils Theodor Zwinger II dit aussi Theodor Zwinger le Jeune (1597–1654) et son arrière-arrière-petit-fils (cf. aussi ci-dessus « l'Ancien », « le Jeune » et « le plus Jeune ») Theodor Zwinger III (1658-1724)
- John Davison Rockefeller (1839–1937), son fils John Davison Rockefeller Junior (1874-1960), son petit-fils John Davison Rockefeller III (1906-1978), son arrière-petit-fils John Davison Rockefeller IV, dit Jay, (1937- )